# (33669) 1999 JU97
1999 JU97 (asteroide 33669) é um asteroide da cintura principal. Possui uma excentricidade de 0.16804990 e uma inclinação de 15.11153º.
Este asteroide foi descoberto no dia 12 de maio de 1999 por LINEAR em Socorro.